# Notopygus bicarinatus
Notopygus bicarinatus is een vliesvleugelig insect uit de familie van de gewone sluipwespen (Ichneumonidae). De wetenschappelijke naam van de soort is voor het eerst geldig gepubliceerd in 1953 door H.G.M. Teunissen. De soort komt voor in Nederland; de verzameling van Teunissen bevatte exemplaren uit Wageningen, Leiden en Maastricht.